# ドルジュキウカ
ドルジュキウカ (ウクライナ語: Дружківка, 発音 [drʊʒˈk⁽ʲ⁾iu̯kɐ] ( 音声ファイル); ロシア語: Дружковка, Druzhkovka) は、 ウクライナ東部ドネツィク州（オーブラスチ）のクラマトルシク地区（ラヨン）の州内重要市である。ラヨンの下位区画であるドルジュキウカ・フロマーダの行政中心地に制定されている。人口は、2001年時では64,557人、2017年時では67,772人、2021年推計では55,088人であった。
ドルジュキウカは、ドネツィクから北西約80キロのクルィヴィイ・トレツ川とカゼン二ィイ・トレツ川の合流点に位置している。

## 人口統計
2022年1月1日時点のドルジュキウカの推計人口は55,088人であった。
2001年国勢調査時点での民族構成:
- 48,302 ウクライナ人 (64.4%)
- 24,122 ロシア人 (32.2%)
- 612 アルメニア人 (0.8%)
- 490 ベラルーシ人 (0.7%)
- 216 タタール人 (0.3%)

2001年国勢調査時点での母語構成:
- ロシア語  90.3%
- ウクライナ語  8.4%
- アルメニア語  0.5%
- ベラルーシ語  0.1%

## ウクライナ抑留日本人戦争捕虜墓地
ドルジュキウカ市には、第2次世界大戦時にソビエト連邦軍の捕虜となり、ウクライナの捕虜収容所で抑留され、その後亡くなった日本兵が埋葬されている戦争捕虜墓地がある。その数は100人以上とされている。

## ギャラリー

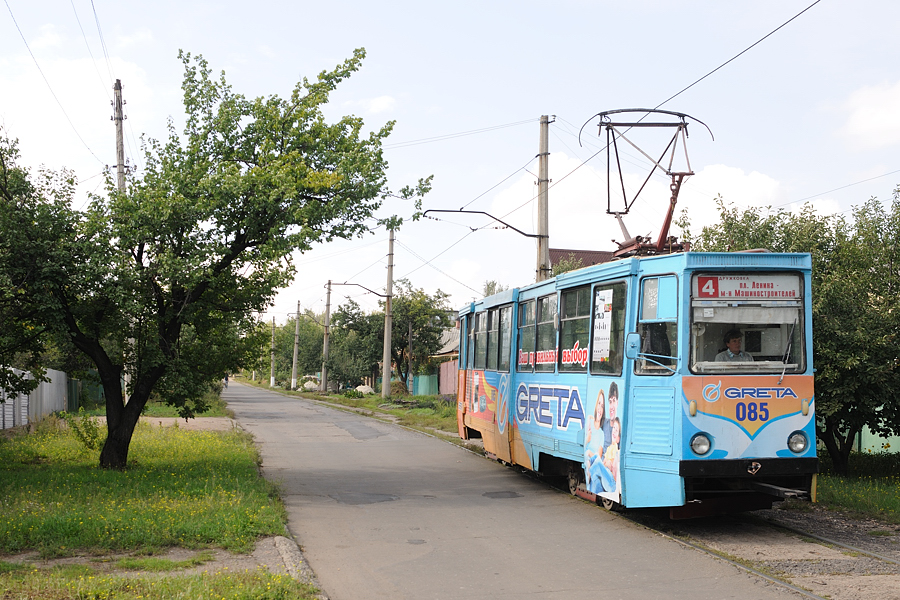
ドルジュキウカ市電
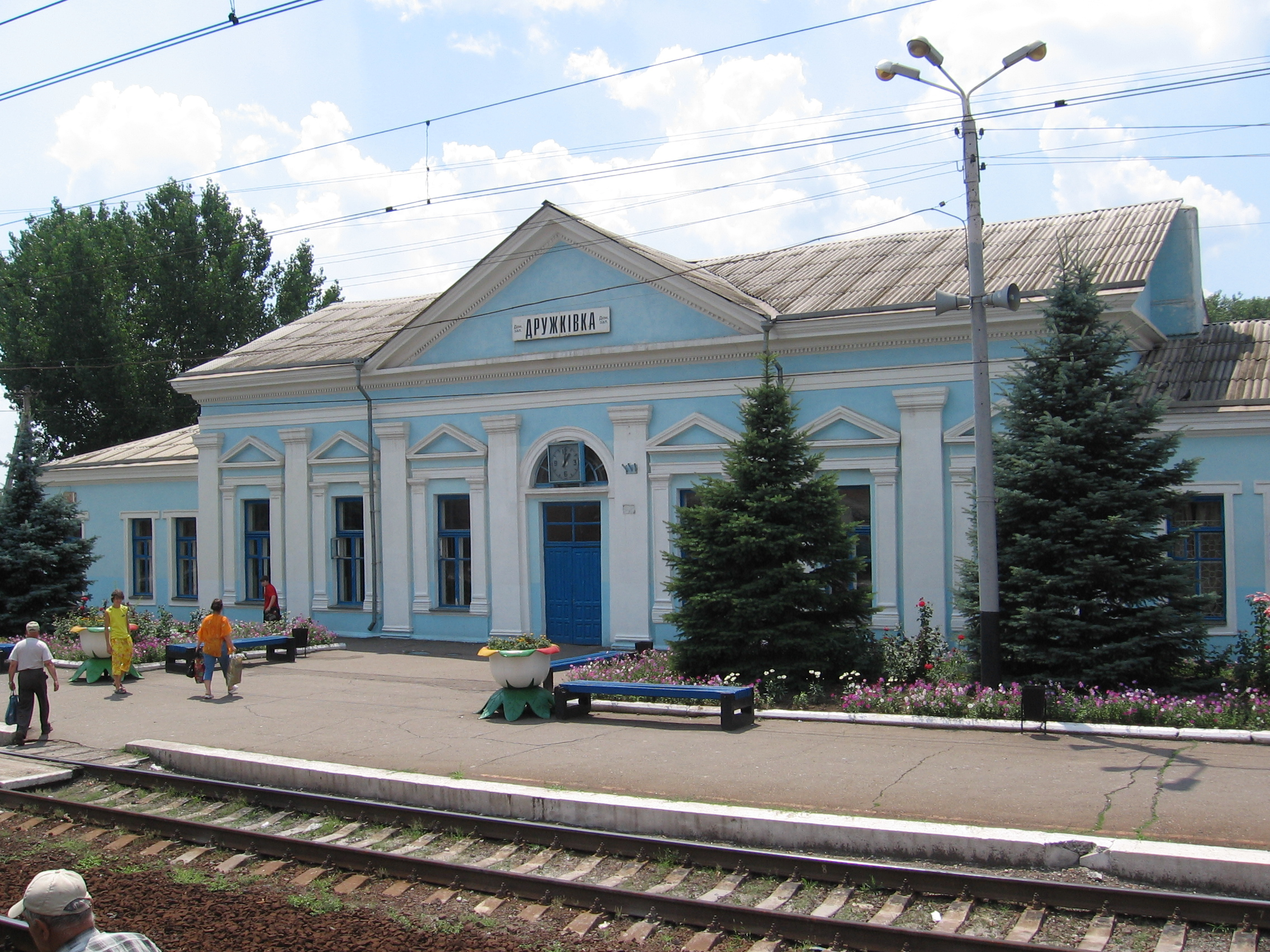
鉄道駅
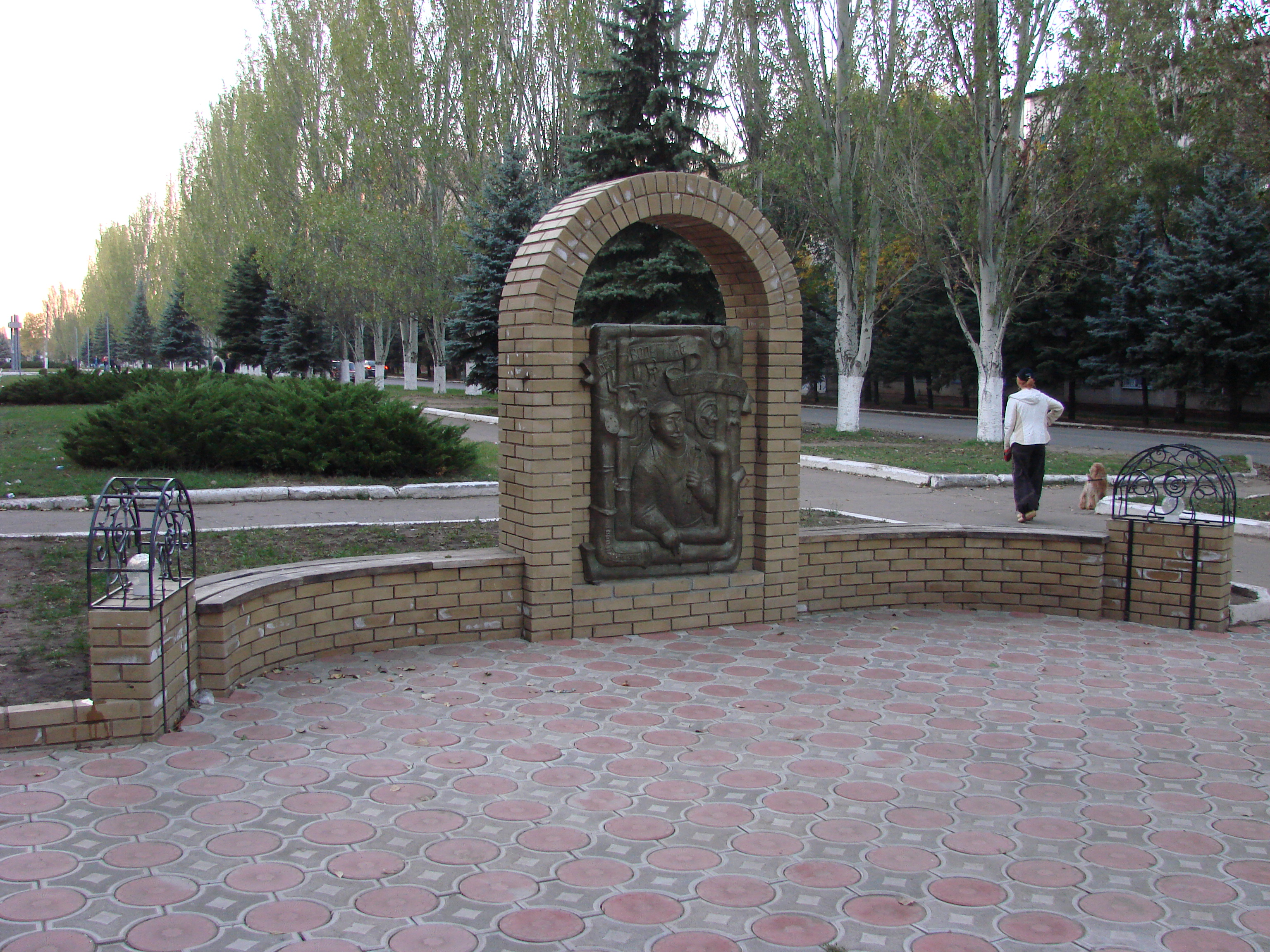
ドルジュキウカの配管工記念碑